# بیماری شیندلر
بیماری شیندلر (به انگلیسی: Schindler Disease)، که با نام‌های بیماری کانزاکی و کمبود آنزیم آلفا-ان-استیل‌گالاکتوزآمینیداز نیز شناخته می‌شود، یک بیماری نادر انسانی ,  نوعی از الیگوساکاریدوز است. این بیماری‌های ذخیره‌ای لیزوزومی ناشی از کمبود آنزیم آلفا-NAGA (alpha-N-acetylgalactosaminidase) است که در اثر جهش‌هایی در ژن NAGA واقع بر کروموزوم ۲۲ پدید می‌آید. این کمبود باعث تجمع بیش از حد بیماری‌های ذخیره‌ای لیزوزومی گلیکوپروتئینها می‌شود. کمبود آنزیم آلفا-NAGA منجر به انباشت glycosphingolipids در سراسر بدن می‌شود. این تجمع قندها موجب بروز علائم بالینی مرتبط با این اختلال می‌گردد. بیماری شیندلر یک اختلال اتوزوم recessive (آغازش نهفته) است؛ بدین معنا که برای ابتلا به بیماری، فرد باید آلل معیوب را از هر دو والد به ارث برده باشد.

## علائم بالینی
علائم بالینی بیماری شیندلر بسته به نوع و مرحلهٔ سنی متفاوت است.
در هنگام تولد و در دوران نوزادی، کودک به‌طور طبیعی به‌نظر می‌رسد و علائم خاصی مشاهده نمی‌شود. با این حال، در نوع یک بیماری (نوع شیرخوارگی زودرس)، علائم معمولاً در کمتر از یک‌سالگی ظاهر می‌شوند. این علائم شامل کری، آتروفی عصب بینایی، اسپاستیسیتی (سفتی عضلات)، عقب‌ماندگی ذهنی شدید، علائم عصبی پیشرونده، تشنج، واکنش غیرعادی و شدید به صدا، میوکلونوس (پرش‌های عضلانی غیرارادی)، عدم تعادل، کاهش تونوس عضلانی، استرابیسم (لوچی چشم)، و فلج عضلات چشمی است.
نوع دوم بیماری که با نام «بیماری کانزاکی» نیز شناخته می‌شود، معمولاً پس از ۲۰ سالگی ظاهر می‌شود. این نوع با ویژگی‌هایی مانند خشن شدن چهره (صورت خشن) و آنژیوکراتوم (ضایعات پوستی رگ‌مانند) بروز می‌یابد.
نقص آنزیمی در این بیماری به کمبود آنزیم آلفا ان استیل گالاکتوزآمینیداز (که با نام آلفا گالاکتوزیداز B نیز شناخته می‌شود) مربوط است.
الگوی توارث بیماری به‌صورت اتوزومی مغلوب است؛ بدین معنا که برای ابتلا به بیماری، فرد باید ژن معیوب را از هر دو والد به ارث برده باشد. میزان بروز بیماری بسیار نادر است و تنها موارد معدودی از آن در سطح جهان گزارش شده‌اند.
روش‌های تشخیص شامل بررسی فعالیت آنزیمی در گلبول‌های سفید خون و فیبروبلاست‌ها (سلول‌های بافت همبند) است. همچنین کروماتوگرافی لایه نازک ادرار برای تشخیص وجود الیگوساکاریدها مثبت خواهد بود.
درمان مشخصی برای این بیماری تاکنون شناخته نشده است و اقدامات درمانی اغلب به صورت مراقبت حمایتی و تسکینی انجام می‌گیرد. تشخیص پیش از تولد از طریق بررسی فعالیت آنزیم در آمنیوسیتهای کشت‌شده یا نمونه‌برداری از پرزهای کوریونی امکان‌پذیر است.

## انواع
سه نوع اصلی از این بیماری وجود دارد که هر یک نشانه‌های متمایزی دارند.
نوع I: نوع نوزادی؛ نوزادان در ابتدا به‌طور طبیعی رشد می‌کنند تا حدود یک‌سالگی. در این زمان، نوزاد مبتلا شروع به از دست دادن مهارت‌هایی می‌کند که قبلاً در زمینه هماهنگی رفتارهای جسمی و ذهنی آموخته بود. علائم عصب‌شناسی و تماس عصبی-ماهیچه‌ای مانند کاهش تون عضلانی، ضعف، نیستاگموس، کاهش بینایی و حمله صرع ممکن است ظاهر شوند. با گذر زمان، این علائم وخیم‌تر شده و کودکان مبتلا، توانایی حرکت برخی عضلات خود را به‌دلیل سفتی عضلات از دست می‌دهند. توانایی واکنش به محرک‌های بیرونی نیز کاهش می‌یابد. سایر علائم عبارت‌اند از دژنراسیون عصبی-محوری از بدو تولد، تغییر رنگ پوست و گشادشدگی مویرگ‌ها یا گشاد شدن رگ‌های خونی.
نوع II: نوع بزرگ‌سالی؛ علائم خفیف‌تر هستند و ممکن است تا دههٔ سوم زندگی ظاهر نشوند. آنژیوکراتوم، افزایش درشتی ویژگی‌های چهره، و اختلال خفیف ذهنی از جمله علائم محتمل هستند.
نوع III: به‌عنوان اختلالی میانه در نظر گرفته می‌شود. علائم می‌توانند متنوع باشند؛ از شکل‌های شدید با حمله صرع و کم‌توانی ذهنی گرفته تا حالت‌های خفیف‌تر با تاخیر در گفتار، جلوه‌ای خفیف از ویژگی‌های اوتیسم‌مانند، و/یا مشکلات رفتاری.

## تشخیص
آمنیوسنتز یا نمونه‌گیری از پرزهای جفتی می‌توانند پیش از تولد برای غربالگری این بیماری به‌کار روند. پس از تولد، آزمایش ادرار همراه با آزمایش خون و نمونه‌برداری پوستی می‌توانند برای تشخیص بیماری شیندلر مورد استفاده قرار گیرند. آزمایش ژنتیک نیز همواره یکی از گزینه‌هاست؛ چرا که گونه‌های مختلف بیماری شیندلر به همان ژن واقع بر کروموزوم ۲۲ نسبت داده شده‌اند؛ گرچه جهش‌های مختلف در این ژن موجب بروز گونه‌های نوزادی و بزرگ‌سال این بیماری می‌شوند. پایگاه اطلاعاتی آزمایش‌های ژنتیک را می‌توان برای کسب اطلاعات دربارهٔ آزمایش‌های مربوط به این وضعیت به‌کار برد.

## مدیریت
نوزادانی که به بیماری شیندلر مبتلا هستند معمولاً در عرض چهار سال پس از تولد جان می‌بازند؛ ازاین‌رو درمان برای این نوع از بیماری، عمدتاً مراقبت تسکینی است. با این حال، نوع دوم بیماری شیندلر با آغاز دیرهنگام علائم، فاقد زوال عصبی است. تاکنون درمان شناخته‌شده‌ای برای بیماری شیندلر یافت نشده، اما پیوند مغز استخوان مورد آزمایش قرار گرفته است، چرا که این روش در درمان دیگر اختلالات مرتبط با گلیکوپروتئین‌ها موفق بوده است.

## تاریخچه
بیماری شیندلر به نام Detlev Schindler (زادهٔ ۱۹۴۶) پزشک متخصصی که نخستین مقاله در سال ۱۹۸۸ دربارهٔ این بیماری را نگاشت، نام‌گذاری شده است. همچنین به نام شیمیدان زیستی و پزشک ژاپنی، هیرو کانزاکی (زادهٔ ۱۹۴۹) نیز نامیده می‌شود که در سال ۲۰۰۶ مطالعات بیشتری دربارهٔ این بیماری انجام داد و مقالاتی در این زمینه منتشر کرد.